# Paulina de Orange-Nassau
La princesa Paulina de Orange-Nassau (1 de marzo de 1800 - 22 de diciembre de 1806) fue una princesa de la casa de Orange-Nassau.

## Vida
Paulina nació en Berlín, donde sus padres se encontraban exiliados durante la ocupación francesa de los Países Bajos. Era la tercera hija del que después fuera rey Guillermo I de los Países Bajos y su esposa, Guillermina de Prusia. La precedían dos hermanos varones, el que sería rey Guillermo II de los Países Bajos y Federico, además de un niño que nació muerto en 1795. Su hermana menor, la princesa Mariana, nació cuatro años después de su fallecimiento.
En 1803, Paulina y su familia se trasladaron a los estados familiares de Nassau en Alemania, donde conoció a sus abuelos paternos. Su abuelo Guillermo V  le puso el apodo de «Polly». Paulina era especialmente querida por este abuelo, ya que se da la circunstancia de que ninguno de los gobernantes recientes de la casa de Orange-Nassau había conocido a una nieta en vida. A partir de 1804, la familia vivió con Guillermo V en Berlín, en el Niederländische Palais («palacio de los Países Bajos»). En agosto de 1806, los padres de Paulina tuvieron otro hijo que nació muerto. 
Los franceses ocuparon Berlín el 27 de octubre de 1806. El ejército prusiano, comandado por Gebhard Leberecht von Blücher, capituló el 7 de noviembre, y el padre de Paulina, que había sido hecho prisionero el 14 de octubre tras la batalla de Jena, fue liberado.
En octubre de 1806, Paulina se trasladó con su madre y hermanos a Königsberg (la actual Kaliningrado) para escapar de las tropas francesas. Paulina tenía desde su nacimiento una salud muy frágil, probablemente debido a las difíciles circunstancias del embarazo de su madre. Según los médicos, sufría algún tipo de fiebre nerviosa. A causa del mal tiempo que tuvo que soportar en su huida de Berlín, su estado empeoró. El 15 de diciembre de 1806, su estado se hizo crítico y murió una semana después, el 22 de diciembre. Su madre se negó a separarse de su lecho de muerte, y se temió por su salud mental. Según algunas fuentes, Paulina murió en casa de un militar que albergaba temporalmente a la familia; según otras fuentes, el fallecimiento se produjo en Freienwalde, una de las posesiones de la familia real prusiana al oeste de Berlín, a orillas del Oder.
Paulina fue enterrada en Freienwalde. En 1813 se colocó en su tumba un monumento del escultor Johann Gottfried Schadow. La tumba cayó en el olvido hasta que el nuevo propietario de Freienwalde, Walther Rathenau,  descubrió en 1909 una deteriorada lápida con el nombre de Paulina. El hallazgo fue inmediatamente puesto en conocimiento de la reina Guillermina de los Países Bajos, que ordenó exhumar los restos. En 1911, se trasladaron a Holanda sin grandes ceremonias: el féretro de bronce viajó con el equipaje. El 7 de abril, Paulina fue definitivamente inhumada en la cripta real de la Nieuwe Kerk de Delft.

## Ancestros
|  |                                                          |  |  |  |  |  |  |  |  |  |  |  |  |  |  |  |
|  | 16. Juan Guillermo Friso de Orange-Nassau                |  |  |  |  |  |  |  |  |  |  |  |  |  |  |  |
|  |                                                          |  |  |  |  |  |  |  |  |  |  |  |  |  |  |  |
|  |                                                          |  |  |  |  |  |  |  |  |  |  |  |  |  |  |  |
|  | 8. Guillermo IV de Orange-Nassau                         |  |  |  |  |  |  |  |  |  |  |  |  |  |  |  |
|  |                                                          |  |  |  |  |  |  |  |  |  |  |  |  |  |  |  |
|  |                                                          |  |  |  |  |  |  |  |  |  |  |  |  |  |  |  |
|  | 17. María Luisa de Hesse-Kassel                          |  |  |  |  |  |  |  |  |  |  |  |  |  |  |  |
|  |                                                          |  |  |  |  |  |  |  |  |  |  |  |  |  |  |  |
|  |                                                          |  |  |  |  |  |  |  |  |  |  |  |  |  |  |  |
|  | 4. Guillermo V de Orange-Nassau                          |  |  |  |  |  |  |  |  |  |  |  |  |  |  |  |
|  |                                                          |  |  |  |  |  |  |  |  |  |  |  |  |  |  |  |
|  |                                                          |  |  |  |  |  |  |  |  |  |  |  |  |  |  |  |
|  | 18. Jorge II de Gran Bretaña                             |  |  |  |  |  |  |  |  |  |  |  |  |  |  |  |
|  |                                                          |  |  |  |  |  |  |  |  |  |  |  |  |  |  |  |
|  |                                                          |  |  |  |  |  |  |  |  |  |  |  |  |  |  |  |
|  | 9. Ana de Hannover                                       |  |  |  |  |  |  |  |  |  |  |  |  |  |  |  |
|  |                                                          |  |  |  |  |  |  |  |  |  |  |  |  |  |  |  |
|  |                                                          |  |  |  |  |  |  |  |  |  |  |  |  |  |  |  |
|  | 19. Carolina de Brandeburgo-Ansbach                      |  |  |  |  |  |  |  |  |  |  |  |  |  |  |  |
|  |                                                          |  |  |  |  |  |  |  |  |  |  |  |  |  |  |  |
|  |                                                          |  |  |  |  |  |  |  |  |  |  |  |  |  |  |  |
|  | 2. Guillermo I de los Países Bajos                       |  |  |  |  |  |  |  |  |  |  |  |  |  |  |  |
|  |                                                          |  |  |  |  |  |  |  |  |  |  |  |  |  |  |  |
|  |                                                          |  |  |  |  |  |  |  |  |  |  |  |  |  |  |  |
|  | 20. Federico Guillermo I de Prusia                       |  |  |  |  |  |  |  |  |  |  |  |  |  |  |  |
|  |                                                          |  |  |  |  |  |  |  |  |  |  |  |  |  |  |  |
|  |                                                          |  |  |  |  |  |  |  |  |  |  |  |  |  |  |  |
|  | 10. Augusto Guillermo de Prusia                          |  |  |  |  |  |  |  |  |  |  |  |  |  |  |  |
|  |                                                          |  |  |  |  |  |  |  |  |  |  |  |  |  |  |  |
|  |                                                          |  |  |  |  |  |  |  |  |  |  |  |  |  |  |  |
|  | 21. Sofía Dorotea de Hannover                            |  |  |  |  |  |  |  |  |  |  |  |  |  |  |  |
|  |                                                          |  |  |  |  |  |  |  |  |  |  |  |  |  |  |  |
|  |                                                          |  |  |  |  |  |  |  |  |  |  |  |  |  |  |  |
|  | 5. Federica Guillermina de Prusia                        |  |  |  |  |  |  |  |  |  |  |  |  |  |  |  |
|  |                                                          |  |  |  |  |  |  |  |  |  |  |  |  |  |  |  |
|  |                                                          |  |  |  |  |  |  |  |  |  |  |  |  |  |  |  |
|  | 22. Fernando Alberto II de Brunswick-Wolfenbüttel        |  |  |  |  |  |  |  |  |  |  |  |  |  |  |  |
|  |                                                          |  |  |  |  |  |  |  |  |  |  |  |  |  |  |  |
|  |                                                          |  |  |  |  |  |  |  |  |  |  |  |  |  |  |  |
|  | 11. Luisa Amalia de Brunswick-Wolfenbüttel               |  |  |  |  |  |  |  |  |  |  |  |  |  |  |  |
|  |                                                          |  |  |  |  |  |  |  |  |  |  |  |  |  |  |  |
|  |                                                          |  |  |  |  |  |  |  |  |  |  |  |  |  |  |  |
|  | 23. Antonieta Amalia de Brunswick-Wolfenbüttel           |  |  |  |  |  |  |  |  |  |  |  |  |  |  |  |
|  |                                                          |  |  |  |  |  |  |  |  |  |  |  |  |  |  |  |
|  |                                                          |  |  |  |  |  |  |  |  |  |  |  |  |  |  |  |
|  | 1. Paulina de los Países Bajos                           |  |  |  |  |  |  |  |  |  |  |  |  |  |  |  |
|  |                                                          |  |  |  |  |  |  |  |  |  |  |  |  |  |  |  |
|  |                                                          |  |  |  |  |  |  |  |  |  |  |  |  |  |  |  |
|  | 24. Federico Guillermo I de Prusia (= 20)                |  |  |  |  |  |  |  |  |  |  |  |  |  |  |  |
|  |                                                          |  |  |  |  |  |  |  |  |  |  |  |  |  |  |  |
|  |                                                          |  |  |  |  |  |  |  |  |  |  |  |  |  |  |  |
|  | 12. Augusto Guillermo de Prusia (= 10)                   |  |  |  |  |  |  |  |  |  |  |  |  |  |  |  |
|  |                                                          |  |  |  |  |  |  |  |  |  |  |  |  |  |  |  |
|  |                                                          |  |  |  |  |  |  |  |  |  |  |  |  |  |  |  |
|  | 25. Sofía Dorotea de Hannover (= 21)                     |  |  |  |  |  |  |  |  |  |  |  |  |  |  |  |
|  |                                                          |  |  |  |  |  |  |  |  |  |  |  |  |  |  |  |
|  |                                                          |  |  |  |  |  |  |  |  |  |  |  |  |  |  |  |
|  | 6. Federico Guillermo II de Prusia                       |  |  |  |  |  |  |  |  |  |  |  |  |  |  |  |
|  |                                                          |  |  |  |  |  |  |  |  |  |  |  |  |  |  |  |
|  |                                                          |  |  |  |  |  |  |  |  |  |  |  |  |  |  |  |
|  | 26. Fernando Alberto II de Brunswick-Wolfenbüttel (= 22) |  |  |  |  |  |  |  |  |  |  |  |  |  |  |  |
|  |                                                          |  |  |  |  |  |  |  |  |  |  |  |  |  |  |  |
|  |                                                          |  |  |  |  |  |  |  |  |  |  |  |  |  |  |  |
|  | 13. Luisa Amalia de Brunswick-Wolfenbüttel (= 11)        |  |  |  |  |  |  |  |  |  |  |  |  |  |  |  |
|  |                                                          |  |  |  |  |  |  |  |  |  |  |  |  |  |  |  |
|  |                                                          |  |  |  |  |  |  |  |  |  |  |  |  |  |  |  |
|  | 27. Antonieta Amalia de Brunswick-Wolfenbüttel (= 23)    |  |  |  |  |  |  |  |  |  |  |  |  |  |  |  |
|  |                                                          |  |  |  |  |  |  |  |  |  |  |  |  |  |  |  |
|  |                                                          |  |  |  |  |  |  |  |  |  |  |  |  |  |  |  |
|  | 3. Guillermina de Prusia                                 |  |  |  |  |  |  |  |  |  |  |  |  |  |  |  |
|  |                                                          |  |  |  |  |  |  |  |  |  |  |  |  |  |  |  |
|  |                                                          |  |  |  |  |  |  |  |  |  |  |  |  |  |  |  |
|  | 28. Luis VIII de Hesse-Darmstadt                         |  |  |  |  |  |  |  |  |  |  |  |  |  |  |  |
|  |                                                          |  |  |  |  |  |  |  |  |  |  |  |  |  |  |  |
|  |                                                          |  |  |  |  |  |  |  |  |  |  |  |  |  |  |  |
|  | 14. Luis IX de Hesse-Darmstadt                           |  |  |  |  |  |  |  |  |  |  |  |  |  |  |  |
|  |                                                          |  |  |  |  |  |  |  |  |  |  |  |  |  |  |  |
|  |                                                          |  |  |  |  |  |  |  |  |  |  |  |  |  |  |  |
|  | 29. Carlota de Hanau-Lichtenberg                         |  |  |  |  |  |  |  |  |  |  |  |  |  |  |  |
|  |                                                          |  |  |  |  |  |  |  |  |  |  |  |  |  |  |  |
|  |                                                          |  |  |  |  |  |  |  |  |  |  |  |  |  |  |  |
|  | 7. Federica Luisa de Hesse-Darmstadt                     |  |  |  |  |  |  |  |  |  |  |  |  |  |  |  |
|  |                                                          |  |  |  |  |  |  |  |  |  |  |  |  |  |  |  |
|  |                                                          |  |  |  |  |  |  |  |  |  |  |  |  |  |  |  |
|  | 30. Cristián III de Zweibrücken-Birkenfeld               |  |  |  |  |  |  |  |  |  |  |  |  |  |  |  |
|  |                                                          |  |  |  |  |  |  |  |  |  |  |  |  |  |  |  |
|  |                                                          |  |  |  |  |  |  |  |  |  |  |  |  |  |  |  |
|  | 15. Carolina de Zweibrücken                              |  |  |  |  |  |  |  |  |  |  |  |  |  |  |  |
|  |                                                          |  |  |  |  |  |  |  |  |  |  |  |  |  |  |  |
|  |                                                          |  |  |  |  |  |  |  |  |  |  |  |  |  |  |  |
|  | 31. Carolina de Nassau-Saarbrücken                       |  |  |  |  |  |  |  |  |  |  |  |  |  |  |  |
|  |                                                          |  |  |  |  |  |  |  |  |  |  |  |  |  |  |  |
|  |                                                          |  |  |  |  |  |  |  |  |  |  |  |  |  |  |  |